# Upchuck
Upchuck es uno de los nuevos Héroes o Aliens del Omnitrix de Ben 10

su voz original es la de Dave Wittenberg

## Diseño
Upchuck (Pronunciado Op-chock) (Vomitón en España) es un Gourmand (gourmand de gourmet) del planeta Peptos XI (peptos viene de la palabra griega para cocinado o digerido). Los gourmands tienen ácidos estomacales que pueden disolver cualquier tipo de material (se dice que es uno de los corrosivos más poderosos que existen en la galaxia) en una amplia gama de líquidos y de gases corrosivos que se pueden expeler a voluntad con gran exactitud. 
Se asemeja a un gran y verde glotón. Ben lo obtiene con un código que introduce Xylene, la portadora de Omnitrix, y exnovia del Abuelo Max.
Ben consigue a Upchuck en el episodio "La Visitante" también es el alien que derrotó a uno de los peores enemigos de Ben: Siempre Rey. 

### Ben 10: Alien Force
Es uno de los Aliens de la serie Ben 10 que reaparece n Alien force y entre los cambios están:
- Su ropa desaparece
- Su verde es diferente
- El símbolo del Omnitrix cambia a su pecho
- Tiene unas partes de colores diferentes
- Tiene manchas negras
- Sus 4 lenguas desaparecen, en cambio, tiene una lengua muy parecida al de los humanos (Puede que sea exactamente igual, aunque más grande).

## Habilidades y Debilidades
Habilidades
- Posee un poderoso ácido estomacal corrosivo capaz de disolver cualquier tipo de material.
- Tiene cuatro fuertes lenguas adhesivas que pueden estirarse a grandes longitudes, permitiendo que Upchuck sujete objetos grandes y que se los trague con una facilidad relativa. La boca y el estómago de Upchuck son bastantes flexibles, permitiendo que trague y que digiera objetos más grandes que él.
- Puede lanzar escupitajos de explosivos, creados de las cosas que digiere.
- Puede gravitar por sí mismo para burlar a sus enemigos.
- Cuando digiere rayos los escupe más fuerte
- Mientras más potente o grande sea lo que coma, más fuerte será su escupitaje.

Debilidades
- Upchuck tiene una lengua muy pegajosa y cuando la pone en una superficie le cuesta trabajo retirarla.
- No puede digerir comida humana

- Datos: Q4016418